# Agincourt
|  | No s'ha de confondre amb Azincourt o Agencourt. |

Agincourt és un municipi francès situat al departament de Meurthe i Mosel·la i a la regió del Gran Est. L'any 2007 tenia 411 habitants.

## Demografia

### Població
El 2007 la població de fet d'Agincourt era de 411 persones. Hi havia 160 famílies, de les quals 44 eren unipersonals (12 homes vivint sols i 32 dones vivint soles), 56 parelles sense fills, 56 parelles amb fills i 4 famílies monoparentals amb fills.
La població ha evolucionat segons el següent gràfic:
Habitants censats

### Habitatges
El 2007 hi havia 167 habitatges, 163 eren l'habitatge principal de la família i 4 estaven desocupats. 139 eren cases i 28 eren apartaments. Dels 163 habitatges principals, 125 estaven ocupats pels seus propietaris, 31 estaven llogats i ocupats pels llogaters i 8 estaven cedits a títol gratuït; 9 tenien dues cambres, 22 en tenien tres, 31 en tenien quatre i 102 en tenien cinc o més. 121 habitatges disposaven pel capbaix d'una plaça de pàrquing. A 69 habitatges hi havia un automòbil i a 82 n'hi havia dos o més.

### Piràmide de població
La piràmide de població per edats i sexe el 2009 era:
| Homes | Edats   | Dones |
| ----- | ------- | ----- |
| 0     | 95 o +  | 0     |
| 0     | 90 a 94 | 4     |
| 0     | 85 a 89 | 0     |
| 0     | 80 a 84 | 0     |
| 4     | 75 a 79 | 4     |
| 12    | 70 a 74 | 4     |
| 4     | 65 a 69 | 16    |
| 8     | 60 a 64 | 20    |
| 20    | 55 a 59 | 12    |
| 20    | 50 a 54 | 20    |
| 20    | 45 a 49 | 16    |
| 12    | 40 a 44 | 8     |
| 4     | 35 a 39 | 4     |
| 16    | 30 a 34 | 16    |
| 4     | 25 a 29 | 20    |
| 20    | 20 a 24 | 8     |
| 28    | 15 a 19 | 32    |
| 12    | 10 a 14 | 24    |
| 16    | 5 a 9   | 12    |
| 16    | 0 a 4   | 20    |

## Economia
El 2007 la població en edat de treballar era de 259 persones, 179 eren actives i 80 eren inactives. De les 179 persones actives 170 estaven ocupades (97 homes i 73 dones) i 9 estaven aturades (5 homes i 4 dones). De les 80 persones inactives 33 estaven jubilades, 30 estaven estudiant i 17 estaven classificades com a «altres inactius».

### Ingressos
El 2009 a Agincourt hi havia 166 unitats fiscals que integraven 452 persones, la mediana anual d'ingressos fiscals per persona era de 19.931 €.

### Activitats econòmiques
Dels 21 establiments que hi havia el 2007, 1 era d'una empresa extractiva, 5 d'empreses de fabricació d'altres productes industrials, 8 d'empreses de construcció, 2 d'empreses de comerç i reparació d'automòbils, 4 d'empreses de serveis i 1 d'una empresa classificada com a «altres activitats de serveis».
Dels 7 establiments de servei als particulars que hi havia el 2009, 1 era un taller de reparació d'automòbils i de material agrícola, 1 guixaire pintor, 4 lampisteries i 1 electricista.
L'any 2000 a Agincourt hi havia 5 explotacions agrícoles.

## Equipaments sanitaris i escolars
El 2009 hi havia una escola maternal integrada dins d'un grup escolar amb les comunes properes formant una escola dispersa.

## Poblacions més properes
El següent diagrama mostra les poblacions més properes.